# Hoa hậu Campuchia

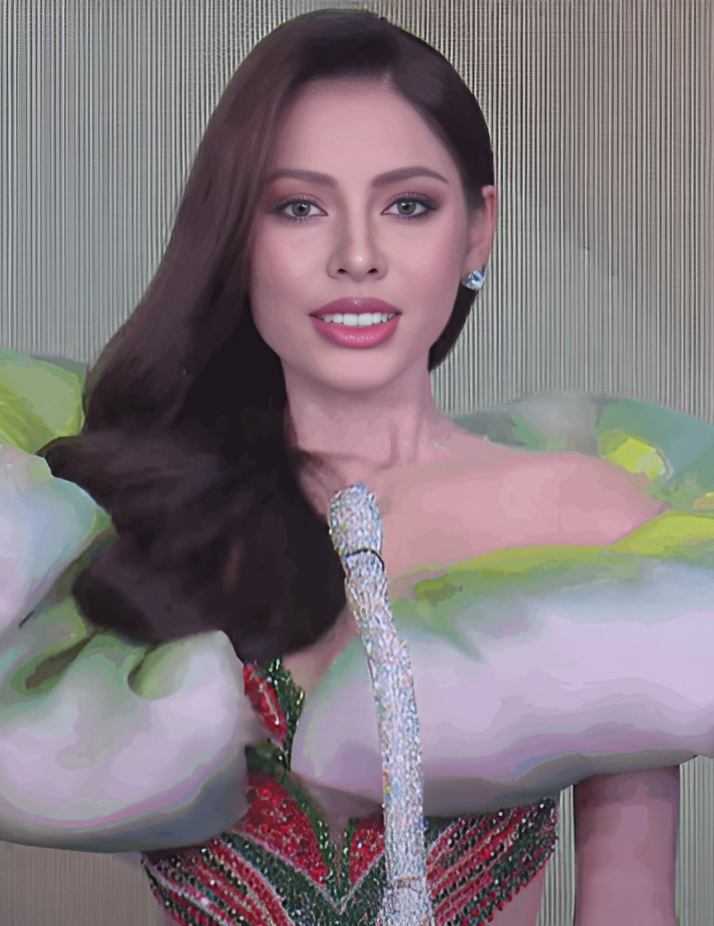
Hoa hậu Campuchia năm 2024 By Sotheary

Hoa hậu Campuchia (Miss Cambodia) là một cuộc thi sắc đẹp quốc gia tại Campuchia, đây là nơi cũng sẽ lựa chọn những người chiến thắng khác để tham gia các cuộc thi sắc đẹp lớn như Hoa hậu Hoàn vũ (cuộc thi riêng thuộc Hoa hậu Campuchia), Hoa hậu Quốc tế và Hoa hậu Trái đất. Tổ chức Hoa hậu Campuchia cũng lựa chọn những người chiến thắng khác để tham gia các cuộc thi nhỏ như Hoa hậu Châu Á Thái Bình Dương Quốc tế và Hoa hậu Du lịch Quốc tế. Vào ngày 14 tháng 10 năm 2016, Vương quốc Campuchia đã chứng kiến năm người chiến thắng được trao vương miện tại một lễ hội lớn và đầy màu sắc tại Khách sạn NagaWorld ở Phnom Penh. Cuộc thi được tổ chức bởi Arise Agency Ltd. Cuộc thi này nhằm mục đích trở thành cuộc thi sắc đẹp quốc gia thường niên nhằm mục đích cử đại diện tham gia các cuộc thi sắc đẹp quốc tế. Cuộc thi sẽ chọn ra đại diện Campuchia để tranh tài tại ba trong bốn cuộc thi sắc đẹp quốc tế lớn nhất như Hoa hậu Hoàn vũ, Hoa hậu Quốc tế và Hoa hậu Trái đất. Cuộc thi cũng đưa năm nữ hoàng đến các cuộc thi sắc đẹp quốc tế vừa và nhỏ khác như Hoa hậu Du lịch Quốc tế và Hoa hậu Châu Á Thái Bình Dương Quốc tế. 
Hoa hậu Hoàn vũ Campuchia tổ chức Cuộc thi Trang phục dân tộc. Vòng chung kết sẽ được phát sóng trực tiếp trên CTN (Kênh truyền hình quốc gia Campuchia). Ngày 31 tháng 3 năm 2019, Hoa hậu Campuchia đã đăng quang tại Nhà hát Naba, Khách sạn Nagaworld, Phnom Penh. Những người chiến thắng cuộc thi Hoa hậu Campuchia dự kiến sẽ đại diện cho Campuchia tại các cuộc thi quốc tế bao gồm Hoa hậu Hoàn vũ, Hoa hậu Quốc tế, Hoa hậu Trái Đất, Hoa hậu Du lịch Quốc tế và Hoa hậu Châu Á Thái Bình Dương. Cuộc thi Miss & Mister Majestic Cambodia (Hoa hậu và Nam vương Campuchia) là cuộc thi diễn ra thường niên tại Campuchia nhằm tìm ra 3 người chiến thắng, sở hữu danh hiệu Nam vương Campuchia, Hoa hậu Campuchia, Hoa hậu chuyển giới Campuchia. Họ sẽ là đại diện cho Campuchia tại các cuộc thi sắc đẹp quốc tế trong năm. Cuộc thi Miss & Mister Majestic Cambodia  được giới thiệu là cuộc thi sắc đẹp thường niên, tìm ra ngôi vị cao nhất tại ba hạng mục: Miss Majestic (Hoa hậu), Mister Majestic (Nam vương) và Miss Majestic Trans (Hoa hậu chuyển giới). Cuộc thi lần đầu tiên được tổ chức vào năm 2023.

## Năm 2005
Hoa hậu Campuchia mùa giải năm 2025 diễn ra với các sự kiện chính tại Phnom Penh và Siem Reap. Trước đó, các thí sinh đã trải qua các phần thi hình thể, phần thi trình diễn trang phục đường phố để tìm ra 10 người xuất sắc nhất. Người chiến thắng các hạng mục sẽ là đại diện của Campuchia để tham gia tại các cuộc thi sắc đẹp quốc tế. Không chỉ dừng lại ở phạm vi quốc gia, cuộc thi Hoa hậu và Nam vương Campuchia 2025 còn đặt mục tiêu quảng bá hình ảnh Campuchia ra thế giới. Đây là cuộc thi kết hợp 3 hạng mục Hoa hậu, Nam vương, Hoa hậu chuyển giới, với mục tiêu hướng đến các thông điệp xã hội nhân văn, tôn trọng sự đa dạng. Cuộc thi Hoa hậu và Nam vương Campuchia 2025 có tuyên ngôn: "Humanity-society-diversity. Beyond colorful" (tạm dịch: Nhân văn-xã hội-đa dạng. Vượt trên mọi sắc màu). Cuộc thi tuyên bố sẽ tạo ra một sân chơi phá bỏ ranh giới truyền thống khi kết hợp cả Miss, Mister và Miss Trans (Hoa hậu, Nam vương và Hoa hậu chuyển giới) trên cùng một sân khấu. Theo tờ PHTEASDARA của Campuchia, cuộc thi được giới thiệu nhằm góp phần quảng bá cuộc thi sắc đẹp và ngành công nghiệp hoa hậu tại Campuchia trên trên trường quốc tế. Ban giám khảo sẽ làm việc để tìm ra người chiến thắng đủ năng lực đại diện cho Campuchia trên trường quốc tế. 
Không chỉ tổ chức ở phạm vi quốc gia, cuộc thi Miss & Mister Majestic Cambodia 2025 dự định đăng cai Miss Mister & Majestic International 2025 diễn ra cuối năm nay tại Phnom Penh và Siem Reap - Angkor Wat. Ban tổ chức của chính cuộc thi này đã cho rằng đây không đơn thuần là cuộc thi nhan sắc và trí tuệ quan trọng hơn ngoại hình. Cuộc thi không đơn thuần tìm kiếm gương mặt đẹp mà đề cao các yếu tố như trí tuệ, sự thông minh, sức hút và khả năng lãnh đạo, hạng mục thi Nam vương Campuchia 2025 nói riêng và cuộc thi Hoa hậu và Nam vương Campuchia 2025 nói chung đang tìm kiếm những thí sinh không chỉ có ngoại hình mà còn phải thông minh, hấp dẫn và có tố chất lãnh đạo. Để đảm bảo sự đa dạng và công bằng, ban tổ chức đã lựa chọn các ứng viên mạnh mẽ nhất, có trí tuệ và bản lĩnh để thực hiện tốt các nhiệm vụ của cuộc thi. Người đang giữ danh hiệu Nam vương Campuchia là Nawin, tên thật Sang Pisey. Miss & Mister Majestic Cambodia vẫn là cuộc thi mới mẻ bởi mùa giải đầu tiên được tổ chức vào năm 2023. Ban tổ chức cho rằng, cuộc thi không chỉ tôn vinh vẻ đẹp ngoại hình mà còn chú trọng đến tài năng và sự tự tin của các thí sinh. Mùa giải Miss & Mister Majestic Cambodia 2025 diễn ra tại Phnom Penh và Siem Reap và kết thúc vào tháng 10 năm 2025.  
Ở Việt Nam thì cuộc thi Nam vương Campuchia 2025 (Mister Majestic Cambodia 2025) đã gây bão mạng với dàn thí sinh có chất lượng nhan sắc gây tranh cãi, cuộc thi Miss & Mister Majestic Cambodia (Hoa hậu và Nam vương Campuchia) thu hút sự quan tâm của cộng đồng mạng Việt Nam. Bên cạnh ngoại hình của các thí sinh, yếu tố thu hút độ thảo luận cao từ công chúng với cuộc thi này là trang phục, một số thiết kế bị chỉ trích là quá táo bạo, thậm chí phản cảm, làm lu mờ giá trị văn hóa Á Đông, phần thi hình thể với chủ đề "fancy" (xa hoa) cũng vấp phải ý kiến trái chiều từ một bộ phận khán giả khi về chiều cao và vóc dáng, cách tạo dáng, thần thái trước ống kính của các thí sinh cũng bị cộng đồng mạng nhận xét là thiếu chuyên nghiệp. Hạng mục thi Nam vương trong khuôn khổ cuộc thi Hoa hậu và Nam vương Campuchia 2025 (Miss and Mister Majestic Cambodia 2025) trở thành chủ đề nóng trong cộng đồng yêu sắc đẹp tại Việt Nam. Không ít cư dân mạng người Việt đã bình luận giễu cợt ngoại hình và chế ảnh để lăng mạ người trong cuộc trên mạng xã hội. Nạn nhân của việc bị chế giễu về ngoại hình nhiều nhất là Lai Thai là một thí sinh tại cuộc thi Nam vương Campuchia (Mister Majestic Cambodia 2025), đây hành vi miệt thị ngoại hình ("body shaming") người khác trên mạng xã hội. Thí sinh Lai Thai, tên đầy đủ là Lai Vathai (thí sinh mang số báo danh M63) là gương mặt gây chú ý của cuộc thi Nam vương Campuchia 2025 khi anh tạo được hiệu ứng truyền thông cho cuộc thi và dẫn đầu phần bình chọn trên mạng ở phần thi chụp ảnh thời trang. 
Cuộc thi Hoa hậu và Nam vương Siêu quốc gia Campuchia 2025 đã tìm ra hai chủ nhân đoạt ngôi vị cao nhất là Chhum Chandara và Lee SeangHuy. Đêm chung kết cuộc thi Miss and Mister Supranational Cambodia 2025 (Hoa hậu và Nam vương Siêu quốc gia Campuchia) diễn ra tại Aeon Mall Mean Chey, Phnom Penh. Cuộc thi với sự tranh tài của top 22 người mẫu nam và top 16 người mẫu nữ để tìm ra ngôi vị Nam vương Siêu quốc gia Campuchia và Hoa hậu Siêu quốc gia Campuchia. Thí sinh Chhum Chandara giành vương miện Hoa hậu Siêu quốc gia Campuchia 2025. Cô sẽ đại diện cho Campuchia tham dự cuộc thi Hoa hậu Siêu quốc gia sẽ diễn ra ở Ba Lan. Người mẫu Lee SeangHuy giành danh hiệu Nam vương siêu quốc gia Campuchia 2025, cũng đại diện Campuchia thi quốc tế.